# Лінинка (притока Лінини)
Лінинка, Ленинка — річка в Україні у Самбірському районі Львівської області. Права притока річки Лінини (басейн Дністра).

## Опис
Довжина річки 5 км, найкоротша відстань між витоком і гирлом — 4,76  км, коефіцієнт звивистості річки — 1,05 . Формується багатьма безіменними струмками.

## Розташування
Бере початок на північно-східних схилах хребта Верхній Оровий. Тече переважно на північний схід через хвойний ліс та через село Лаврів і впадає у річку Лінину, ліву притоку річки Дністра.